# Шоломинський Володимир Васильович
Володи́мир Васи́льович Шоломи́нський (9 квітня 1983, с. Єфремівка, Первомайський район, Харківська область, Українська РСР — 10 грудня 2016, м. Красногорівка, Донецька область, Україна) — солдат Збройних сил України, учасник війни на сході України.

## Життєпис
Головний сержант-командир міномета (92-га окрема механізована бригада), позивний «Бетмен».
Загинув у бою. Разом загинули Віктор Клименко та Андрій Лелякін.
По смерті залишилися батьки, дві сестри, брат, дружина та донька.
Похований с. Єфремівка, Первомайський район, Харківська область.

## Нагороди та вшанування
- Указом Президента України № 58/2017 від 10 березня 2017 року, «за особисту мужність, виявлені у захисті державного суверенітету та територіальної цілісності України, самовіддане виконання військового обов'язку», нагороджений орденом «За мужність» III ступеня (посмертно)[2].
- Вшановується в меморіальному комплексі «Зала пам'яті», в щоденному ранковому церемоніалі 10 грудня[3][4].